# Прощуради
Прощура́ди — село в Україні, у Кобеляцькій міській громаді Полтавського району Полтавської області. Населення становить 183 осіб.

## Географія
Село Прощуради знаходиться на відстані до 2-х км від сіл Озера та Морози.

## Історія
У 1849—1850 роках з окремих хуторів (Харенків, Щербинів, Оленичів, Ягольників) було утворено село Прощуради. У народі походження його назви пов'язують з місцевим паном на прізвище Обдулевський, який, звертаючись до селян, говорив: «Про що рада?».
12 червня 2020 року, відповідно до розпорядження Кабінету Міністрів України № 721-р «Про визначення адміністративних центрів та затвердження територій територіальних громад Полтавської області», село увійшло до складу Кобеляцької міської громади.
19 липня 2020 року, в результаті адміністративно - територіальної реформи та ліквідації Кобеляцького району, село увійшло до складу новоутвореного Полтавського району Полтавської області.